# ブレニム (二等戦列艦)
ブレニム（HMS Blenheim）は1761年7月5日にウリッジで進水したイギリス海軍のサンドウィッチ級90門2等戦列艦である。
1795年のイエール群島の海戦、1797年のサン・ビセンテ岬の海戦に参加した。1801年までに船体が老朽化していたが、1802年にかけて74門レイジーに改装され、その年の末にトリニダードへ向かうフッド艦長らを乗せてバルバドスへ出航した。1804年にブランド艦長の指揮下ポーツマス (イングランド)に帰国した。
翌年、ブレニムはトラウブリッジ少将と部下のビッセル勅命艦長を乗せてマドラスへ向かうが、1807年初頭にトラウブリッジは現地にて喜望峰行きの辞令を受け取り、喜望峰へ戻ることとなった。ブレニムの老朽化は深刻化しており、常にポンプによる排水作業が必要なほどであったので、東インド艦隊司令長官エドワード・ペリューはトラウブリッジに旗艦の変更を促したが彼は同意しなかった。ビッセルも彼に忠告をしたがあざ笑われだけであった。ビッセルは出航前に妻宛の遺書を残している。
ブレニムは1807年1月12日、スループ艦ハリアーと32門フリゲートのジャバを伴ってマドラスを発つ。2月5日に吹いた強風によりハリヤーは2隻と離別した。ブレニムはフランスのフリゲート、セミランテにより2月18日にロドリゲス島沖で目撃されている。また別の仏フリゲートはブレニムとジャバに似た船がセントマリー島に修理のため立ち寄り、再び出航したのをレユニオン沖で目撃したと報告した。それ以後のブレニムの足取りはトラウブリッジの息子であるグレイハウンド艦長エドワードらによる必死の調査にもかかわらず、未だ判明していない。ブレニムはマダガスカル沖のどこかで沈没したと推測されている。トーマス・バターズワースはブレニムの遭難をモチーフに絵を描いている。
遭難時、ジャバに約280人、ブレニムには約590人の乗員が乗っていた。ブレニムの犠牲者の中には先述したトラウブリッジ提督、ビッセル勅命艦長の他、チャールズ・エルフィンストン艦長（ジョージ・エルフィンストン大将の甥）、士官候補生のローズヒル卿ジョージ（ノーシェスク伯の長男）とウィリアム・ヘンリー・コートニー（クラレンス公の庶子）、そして掌砲長のジェイムズ・モリソンが含まれている。